# Linea R (metropolitana di New York)
La linea R Broadway Local è una linea della metropolitana di New York, che collega la città da est, con capolinea presso la stazione di Forest Hills-71st Avenue, a sud, con capolinea presso Bay Ridge-95th Street. È indicata con il colore giallo girasole poiché la trunk line utilizzata a Manhattan è la linea BMT Broadway.

## Storia

### 1900-1999
L'attuale linea R fu attivata il 15 gennaio 1916, con un percorso che andava dalla stazione di Chambers Street, sulla linea BMT Nassau Street, a 86th Street, usando il ponte di Manhattan per attraversare l'East River. All'epoca la BMT indicava la linea con il numero 2. Due anni più tardi, il 15 gennaio 1918, la linea R venne deviata sulla nuova linea BMT Broadway, che all'epoca terminava ancora a Times Square. Il 10 luglio 1919, la linea fu quindi estesa sino a 57th Street.
Il 1º ottobre 1920, con l'apertura del Montague Street Tunnel e del 60th Street Tunnel, la linea iniziò a svolgere un servizio locale tra Queensboro Plaza e 86th Street. Il 31 ottobre 1925, la linea venne ulteriormente prolungata sino alla stazione di Bay Ridge-95th Street, appena aperta. Durante questo periodo, alcune corse speciali durante le ore di punta verso la stazione di Chambers Street furono dapprima aggiunte, poi sospesa e infine riattivate.
Il 17 ottobre 1949, dopo che le banchine della linea BMT Astoria furono arretrate per accogliere il materiale rotabile della BMT, la linea R venne prolungata sino ad Astoria-Ditmars Boulevard. Il 29 giugno 1950, speciali corse durante le ore di punta tra 95th Street e Chambers Street, attraverso il ponte di Manhattan o il Montague Street Tunnel, furono attivate, salvo essere poi sospese due anni più tardi. Il 1º gennaio 1961, la linea venne deviata sino a Forest Hills-71st Avenue; di notte e nei fine settimana il capolinea nord era invece 57th Street, a Manhattan.
Nell'inverno del 1960-1961 iniziò a comparire la denominazione linea RR. Il 27 novembre 1967, il giorno dopo l'apertura della Chrystie Street Connection, la linea RR fu deviata nuovamente sulla linea BMT Astoria mentre le corse speciali sulla linea Nassau Street, ora conosciute come linea RJ, furono reindirizzate verso 168th Street, a Jamaica.
La linea RJ venne poi troncata a nord di Chambers Street nel giugno 1968 ed accorpata alla linea RR come servizio durante le ore di punta. Nel maggio 1985, con l'eliminazione delle doppie lettere, la linea RR divenne la linea R e le fu assegnato il colore giallo, poiché utilizzava la linea BMT Broadway; alle corse nelle ore di punta venne assegnato invece il colore marrone, poiché utilizzavano la linea BMT Nassau Street. Il 24 maggio 1987, la linea R si scambiò capolinea con la linea N, ritornando presso la stazione di Forest Hills-71st Avenue. Poi, il 22 novembre, il servizio durante le ore di punta sulla linea Nassau Street venne definitivamente eliminato.
Con l'apertura della linea Archer Avenue l'11 dicembre 1988, la linea E venne reindirizzata verso la stazione di Jamaica Center-Parsons/Archer e la linea R estesa quindi sino a Jamaica-179th Street per rimpiazzarla. L'estensione ebbe però vita breve, poiché la linea venne dapprima arretrata, il 30 settembre 1990, a 71st Avenue fuori dalle ore di punta e poi definitivamente il 25 ottobre 1992, sostituita dalla linea F. Sempre il 30 settembre 1990, la linea iniziò a operare come navetta a Brooklyn, tra 36th Street e Bay Ridge-95th Street, durante la notte.

### 2000-presente
In seguito gli attentati dell'11 settembre 2001, la linea BMT Broadway subì danni a Lower Manhattan, la linea R venne quindi inizialmente limitata a nord di Court Street e poi, il 17 settembre, momentaneamente soppressa. Fu sostituita a Brooklyn dalla linea J e a Manhattan e Queens dalla linea Q. Il 28 ottobre, il normale servizio fu ripristinato. L'8 settembre 2002, la stazione di Coney Island-Stillwell Avenue fu chiusa per lavori, il servizio notturno venne perciò prolungato da 36th Street ad Atlantic Avenue per poi essere nuovamente limitato a 36h Street con la riapertura dei binari sud del ponte di Manhattan il 22 febbraio 2004.
Nell'ottobre 2012, l'uragano Sandy allagò completamente il Montague Street Tunnel. Quando la rete metropolitana fu riattivata, la linea R fu quindi divisa in due tronconi, uno a Manhattan e Queens tra Forest Hills e Herald Square e l'altro a Brooklyn tra Jay Street e Bay Ridge. Il 3 dicembre, il servizio a Manhattan ritornò a Whitehall Street e infine, il 21 dicembre, il servizio completo fu ripristinato dopo il drenaggio dell'acqua dal tunnel. Tuttavia, il 2 agosto 2013 il tunnel venne chiuso per la seconda volta, per effettuare le dovute riparazioni. Nei gironi feriali la linea R fu quindi nuovamente divisa in due tronconi, mentre nei fine settimana fu deviata sul ponte di Manhattan, saltando le stazioni tra Canal Street e DeKalb Avenue. Il 15 settembre 2014, il tunnel venne riaperto e il servizio originale ripristinato.
Il 16 giugno 2016, la MTA ha annunciato che il servizio notturno della linea sarebbe stato esteso da 36th Street-Fourth Avenue a Whitehall Street, poiché 1 800 dei 1 900 passeggeri notturni erano obbligati a cambiare linea per proseguire. Questa nuova configurazione del servizio notturno ha avuto inizio il 5 novembre 2016.

## Il servizio
Come il resto della rete, la linea R Broadway Local è sempre attiva, 24 ore su 24. A seconda delle fasce orarie il servizio è così strutturato:
- Tra le 5:00 e le 23:00 circa, la linea svolge un servizio locale lungo tutto il percorso. Ferma in 45 stazioni, con un tempo di percorrenza di 1 ora e 20 minuti circa.[15]
- Tra le 23:00 e le 5:00, la linea è attiva solo tra 95th Street e Whitehall Street. Ferma in 17 stazioni, con un tempo di percorrenza di 33 minuti.[15]

Possiede interscambi con 22 delle altre 24 linee della metropolitana di New York, con le quattro linee della Port Authority Trans-Hudson, con il servizio ferroviario suburbano Long Island Rail Road, con numerose linee automobilistiche gestite da MTA Bus, NJT Bus e NYCT Bus e con il traghetto Staten Island Ferry.

### Le stazioni servite
| Stazione                          |  | Interscambi con la metropolitana                            | Altri Interscambi              |
| --------------------------------- |  | ----------------------------------------------------------- | ------------------------------ |
| Queens                            |  |                                                             |                                |
| Forest Hills-71st Avenue          |  | E · F · M                                                   | LIRR · MTA Bus                 |
| 67th Avenue                       |  | M                                                           | MTA Bus                        |
| 63rd Drive-Rego Park              |  | M                                                           | MTA Bus · NYCT Bus             |
| Woodhaven Boulevard               |  | M                                                           | MTA Bus · NYCT Bus             |
| Grand Avenue-Newtown              |  | M                                                           | MTA Bus · NYCT Bus             |
| Elmhurst Avenue                   |  | M                                                           | MTA Bus · NYCT Bus             |
| Jackson Heights-Roosevelt Avenue  |  | 7 · E · F · M                                               | MTA Bus · NYCT Bus             |
| 65th Street                       |  | M                                                           | MTA Bus                        |
| Northern Boulevard                |  | M                                                           | MTA Bus                        |
| 46th Street                       |  | M                                                           | MTA Bus                        |
| Steinway Street                   |  | M                                                           | MTA Bus                        |
| 36th Street                       |  | M                                                           | MTA Bus                        |
| Queens Plaza                      |  | E · M                                                       | MTA Bus · NYCT Bus             |
| Manhattan                         |  |                                                             |                                |
| Lexington Avenue/59th Street      |  | 4 · 5 · 6 · N · W                                           | MTA Bus · NYCT Bus             |
| Fifth Avenue-59th Street          |  | N · W                                                       | NYCT Bus                       |
| 57th Street-Seventh Avenue        |  | N · Q · W                                                   | NYCT Bus                       |
| 49th Street                       |  | N · W                                                       | NYCT Bus                       |
| Times Square-42nd Street          |  | 1 · 2 · 3 · 7 · A · C · E · N · Q · W · 42nd Street Shuttle | MTA Bus · NJT Bus · NYCT Bus   |
| 34th Street-Herald Square         |  | B · D · F · M · N · Q · W                                   | PATH · MTA Bus · NYCT Bus      |
| 28th Street                       |  | N · W                                                       |                                |
| 23rd Street                       |  | N · W                                                       | MTA Bus · NYCT Bus             |
| 14th Street-Union Square          |  | 4 · 5 · 6 · L · N · Q · W                                   | NYCT Bus                       |
| Eighth Street-New York University |  | N · W                                                       | NYCT Bus                       |
| Prince Street                     |  | N · W                                                       | NYCT Bus                       |
| Canal Street                      |  | 4 · 6 · J · N · Q · W · Z                                   | NYCT Bus                       |
| City Hall                         |  | W                                                           | NYCT Bus                       |
| Cortlandt Street                  |  | W                                                           | PATH · MTA Bus · NYCT Bus      |
| Rector Street                     |  | W                                                           | MTA Bus · NYCT Bus             |
| Whitehall Street-South Ferry      |  | 1 · N · W                                                   | Staten Island Ferry · NYCT Bus |
| Brooklyn                          |  |                                                             |                                |
| Court Street                      |  | 2 · 3 · 4 · 5 · N                                           | MTA Bus · NYCT Bus             |
| Jay Street-MetroTech              |  | A · C · F · N                                               | MTA Bus · NYCT Bus             |
| DeKalb Avenue                     |  | B · D · N · Q                                               | NYCT Bus                       |
| Atlantic Avenue-Barclays Center   |  | 2 · 3 · 4 · 5 · B · D · N · Q                               | LIRR · MTA Bus · NYCT Bus      |
| Union Street                      |  | D · N                                                       | NYCT Bus                       |
| Ninth Street                      |  | D · F · G · N                                               | MTA Bus · NYCT Bus             |
| Prospect Avenue                   |  | D · N                                                       | NYCT Bus                       |
| 25th Street                       |  | D · N                                                       | NYCT Bus                       |
| 36th Street                       |  | D · N                                                       | NYCT Bus                       |
| 45th Street                       |  | N                                                           | NYCT Bus                       |
| 53rd Street                       |  | N                                                           | NYCT Bus                       |
| 59th Street                       |  | N                                                           | NYCT Bus                       |
| Bay Ridge Avenue                  |  |                                                             | NYCT Bus                       |
| 77th Street                       |  |                                                             | NYCT Bus                       |
| 86th Street                       |  |                                                             | NYCT Bus                       |
| Bay Ridge-95th Street             |  |                                                             | NYCT Bus                       |

## Il materiale rotabile
Sulla linea R viene attualmente usato un solo tipo di materiale rotabile, gli R46. Furono prodotti dalla Pullman Company negli anni 1970 e successivamente revampizzati angli inizi degli anni 1990. Le vetture a disposizione della linea sono in totale 232. Il deposito assegnato alla linea è quello di Jamaica.